# Compromisul austro-ungar din 1867
Compromisul austro-ungar din februarie 1867 (în germană Ausgleich) este acordul prin care s-a fondat dubla monarhie austro-ungară , promulgată de împăratul Franz Joseph și o delegație maghiară condusă de Ferenc Deák. 

## Premise
Compromisul austro-ungar a fost urmarea înfrângerii Imperiului Austriac în războiul din 1866 de către Prusia și Italia și datorită tensiunilor interne provocate de maghiari care puteau compromite existența Imperiului austriac. De asemenea, compromisul a fost, urmarea unei serii de reforme constituționale eșuate ale monarhiei Habsburgice. Sub această nouă organizare guvernul din Ungaria, dominat de maghiari, a câștigat drepturi aproape egale cu cele ale guvernului de la Viena, cele două state constituindu-se ca două state separate care aveau constituție, parlament, administrație și poliție proprie, având în comun suveranul, ministerele pentru politică externă, economică și militară. Cheltuielile comune erau acoperite inițial în proporție de 70% de Austria.
Încheierea Compromisului austro-ungar a fost rezultatul încercării de a elimina disensiunile interne datorate războiului austro-prusac, și de a reduce agitația diverselor naționalități ale imperiului.
Foștii revoluționari germani și maghiari au devenit politicieni, iar dieta ungară și-a recăpătat puterea. Statutul special al Transilvaniei și protestele celorlalte naționalități - majoritare de multe ori - a dus la apariția unei noi legi a minorităților în Ungaria, lege menită să apere drepturile românilor și sârbilor, dar care în practică a fost încălcată în mod repetat.

## Urmările Ausgleich-ului
Partea austriacă a monarhiei a resimțit imediat influența guvernului maghiar. Acesta a refuzat să permită orice reformă internă pe care austriecii o vedeau necesară. Pentru a reuși să își păstreze noua influență câștigată, conducătorii maghiari au dus o politică de privare de drepturi civile a naționalităților imperiului. De asemenea, au blocat finanțarea modernizării armatei, temându-se să nu fie folosită contra lor, armata fiind controlată în principal de la Viena).
La fiecare zece ani Ausgleich-ul era renegociat pentru a clarifica detalii financiare și comerciale, dar inevitabil aceste negocieri duceau la o criză internă partea maghiară crescând mereu pretențiile.
Impasul politic care a rezultat a fost unul dintre motivele care a dus la decizia fatală de a ataca Serbia în iulie 1914. Personalități politice austriece de primă-mână, cum ar fi Franz Conrad von Hötzendorf, șeful Comandamentului Armatei Habsburgice, și ministrul de externe, Contele Leopold von Berchtold, considerau unica modalitate posibilă de reformare a Austro-Ungariei ca fiind anexarea de teritorii și populații externe pentru a duce la echilibrare în fața puterii maghiarilor.
Dubla monarhie stabilită prin Ausgleich a fost gândită ca o soluție de conviețuire, dar a rezistat doar 50 de ani, până 1918 când a dispărut ca urmare a Primului Război Mondial.
Au existat și o serie de propuneri de reformare a monarhiei duale, prin federalizarea Austro-Ungariei (precum cea a lui Aurel Popovici). Acestea au fost însă refuzate, ele putând duce la pierderea influenței maghiare.

## Vezi și
- Austro-Ungaria